# Steder opkaldt efter Tito
En række lande har opkaldt steder efter Josip Broz Tito, særligt efter hans død.
Hver af SFR Jugoslaviens forbundsenheder omdøbte en by med historisk betydning fra anden verdenskrig til at inkludere Titos navn. Den største af disse var Titograd, der i dag hedder Podgorica, hovedstaden i den Socialistiske republik Montenegro. Med undtagelse af Titograd blev byerne omdøbt ved blot at tilføje adjektivet "Titos" ("Titov"). Byerne var:
| Bosnien-Hercegovina        | Titov Drvar                               | Drvar                 |
| Kroatien                   | Titova Korenica                           | Korenica              |
| Makedonien                 | Titov Veles                               | Veles                 |
| Montenegro                 | Titograda                                 | Podgoricaa            |
| Serbien Kosovo Vojvodina   | Titovo Užice Titova Mitrovica Titov Vrbas | Užice Mitrovica Vrbas |
| Slovenien                  | Titovo Velenje                            | Velenje               |
| ahovedstaden i Montenegro. |                                           |                       |